# Casa de la Vila (Ulldecona)
La Casa de la Vila és la seu administrativa del municipi d'Ulldecona (Montsià) que fou antigament el convent de Sant Domènec protegit com a bé cultural d'interès local.

## Arquitectura
Edifici de planta quadrada, organitzada al voltant d'un claustre central interior. Cada costat d'aquest, a nivell de planta baixa, està format per cinc arcades de mig punt de pedra excepte un que originàriament no es va construir, per restar adossat a l'edifici veí, però l'any 1991 es va fer una estructura metàl·lica que imitava els altres costats. La galeria que envolta el claustre està cobert amb embigat de fusta. Al voltant del claustre s'organitzen les diferents estances: biblioteca, vestíbul, etc. En el primer pis es troben les estances de l'ajuntament, obertes al claustre mitjançant finestres quadrades. La façana és un pany rectangular de carreus de pedra en aparell isòdom; la porta és allindada amb emmarcament classicista. Sobre d'ella hi ha una fornícula, que també té emmarcament classicista, amb la imatge de Sant Domènec a l'interior. En la planta noble hi ha un balcó amb balustrada de pedra. Els murs són de maçoneria arrebossada, excepte la façana i estructures portants que són de carreus de pedra.
En el vestíbul que separa els claustre del carrer hi ha un escut de la vila, que sembla més tosc que el de la façana de l'església del Roser. En el mur sud-oest hi ha un de l'orde dels dominics i la llinda de la porta de les escales que pugen el primer pis, un tercer escut no identificat. Al costat de les esmentades escales hi ha una llosa funerària gravada procedent de les excavacions del Roser.

## Història
Edifici del segle xviii, amb les dates del 1730 (al mur del fons del claustre), 1743 (a la part superior de la façana) i 1755 (en el claustre) gravades. Hom diu que la de l'any 1755 ve acompanyada de la inscripció: "tendrá que ceder el patio siempre que el convento quisiere continuar el claustro". L'establiment de l'orde a la vila data de 1593; fins al 1723, el convent actuà com a vicariat i després com a priorat. El 1776 consta l'existència de la Confraria del Santíssim Rosari del Convent del Dominicans. Amb la Guerra del Francès els frares són desocupats, que tonen cap al 1814. Amb la desamortització és expropiat i s'ubiquen en ell l'Ajuntament i les escoles de pàrvuls; la biblioteca i l'arxiu són traslladats a l'A.H.N i A.C.A. L'any 1991 s'hi va fer una remodelació interna per tal d'adaptar-lo a les necessitats administratives de l'Ajuntament però, se'n respectà la configuració i, a la paret del claustre que faltava es va posar una moderna estructura metàl·lica.